# Laurence Durlacher
Sir Laurence George Durlacher, KCB, OBE, DSC (* 24. Juli 1904 in Marylebone, London; † 16. Januar 1986 in Mougins, Département Alpes-Maritimes, Frankreich) war ein britischer Seeoffizier und zuletzt Admiral, der unter anderem zwischen 1959 und 1962 Fünfter Seelord, Stellvertretender Chef des Marinestabes (Deputy Chief of Naval Staff) und Chef der Marinefliegerdienste (Chief of Naval Air Services) war.

## Leben

### Ausbildung und Verwendungen als Seeoffizier
Laurence George Durlacher, Sohn von Frederick Henry Keeling Durlacher und dessen Ehefrau V. M. Durlacher, geborene Hanson, begann nach dem Schulbesuch eine Ausbildung zum Seeoffizier am Royal Naval College Osborne auf der Isle of Wight sowie am Britannia Royal Naval College BRNC in Dartmouth und erhielt am 15. September 1924 den vorübergehenden Rang als Acting Sub-Lieutenant. Am 1. September 1925 begann er einen Beförderungslehrgang am Old Royal Naval College in Greenwich und fand nach dessen Abschluss zwischen dem 7. Januar 1927 und dem 14. Februar 1930 Verwendung auf dem zur China Station gehörenden Zerstörer Sirdar. In dieser Verwendung erfolgte am 30. April 1927 seine Beförderung zum Kapitänleutnant (Lieutenant). Danach wurde er am 14. Februar 1930 zu den Royal Navy Barracks „HMS Vivid“ auf der Marinebasis Devonport versetzt und besuchte zwischen dem 6. Dezember 1930 und dem 17. Dezember 1931 einen Fernmeldelehrgang an der Marinefernmeldeschule (RN Signal School „HMS Victory“) in Portsmouth. Nach deren Abschluss wechselte er zur Mittelmeerflotte (Mediterranean Fleet) und war auf dem Leichten Kreuzer Curacoa sowie später auf dem Leichten Kreuzer Delhi bis August 1934 Flaggleutnant und Geschwaderoffizier für Fernmeldewesen und kabellose Telegrafie des 3. Kreuzergeschwaders (3rd Cruiser Squadron).
Am 31. August 1934 wurde Durlacher in der Mittelmeerflotte  Stellvertretender Kommandant (Executive Officer) auf dem zur V-Klasse gehörenden Flottenzerstörer Valorous und erhielt als solcher am 30. April 1935 seine Beförderung zum Korvettenkapitän (Lieutenant-Commander). Am 6. Oktober 1936 wechselte er an die Marinefernmeldeschule und fungierte daraufhin zwischen dem 22. Januar 1937 und August 1939 als Geschwader-Fernmeldeoffizier des Schlachtkreuzergeschwader der Mittelmeerflotte (Squadron Signal Officer, Battle Cruiser Squadron (Mediterranean)) und war als solcher zugleich Fernmeldeoffizier des Schlachtkreuzers Hood. In dieser Verwendung erfolgte am 30. Juni 1939 seine Beförderung zum Fregattenkapitän (Commander).

### Zweiter Weltkrieg

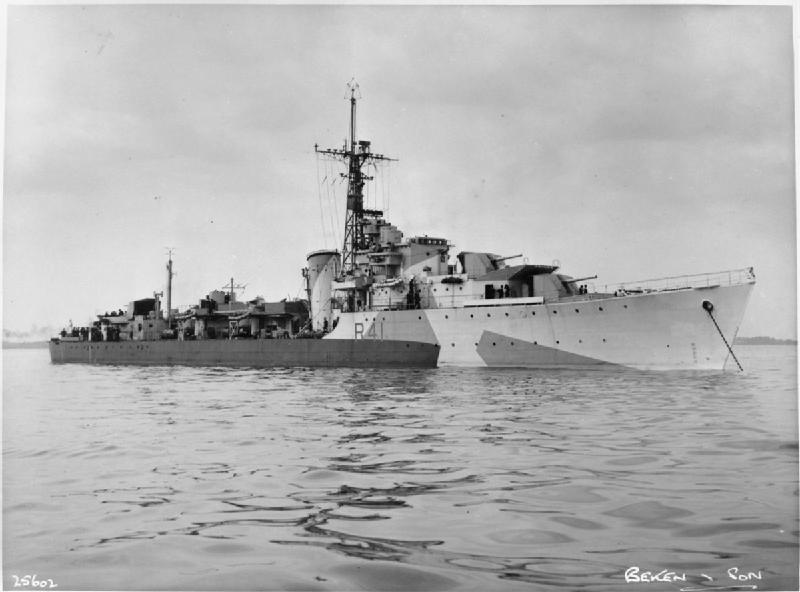
Fregattenkapitän Durlacher war zwischen März 1944 und Juli 1945 Kommandant (Commanding Officer) des Zerstörers HMS Volage.

Nach einer kurzzeitigen anderen Verwendung wurde Laurence Durlacher zu Beginn des Zweiten Weltkrieges im Januar 1940 stellvertretender Kommandant der Marinefernmeldeschule (RN Signal School „HMS Victory“) in Portsmouth und war daraufhin zwischen dem 16. August 1941 und August 1942 an der neu gegründeten Marinefernmeldeschule (RN Signal School „HMS Mercury“) in Petersfield tätig. Im August 1942 übernahm er im Hauptquartier des Marinekommandeur der Expeditionsstreitkräfte in Algier (HMS Hannibal) sowie später beim Oberkommandierenden der Mittelmeerflotte den Posten als Flotten-Fernmeldeoffizier und war als solcher bis März 1944 an Kampfhandlungen in Nordafrika, Sizilien und Italien beteiligt.
Für seine Verdienste während der Operation Torch (8. November 1942), der britisch-amerikanischen Invasion in Französisch-Nordafrika, wurde er am 20. April 1943 im Kriegsbericht erwähnt (Mentioned in dispatches). Für seine Verdienste im Nordafrikafeldzug wurde ihm ferner am 14. September 1943 das Offizierskreuz des Order of the British Empire (OBE) verliehen. Am 23. März 1944 übernahm er den Posten als Kommandant (Commanding Officer) des Zerstörers Volage und hatte dieses bis Juli 1945 inne. Für seine Beteiligung beim Bombenangriff auf die Andamanen am 14. März 1945 wurde er am 21. August 1945 mit dem Distinguished Service Cross (DSC) ausgezeichnet.

### Nachkriegszeit

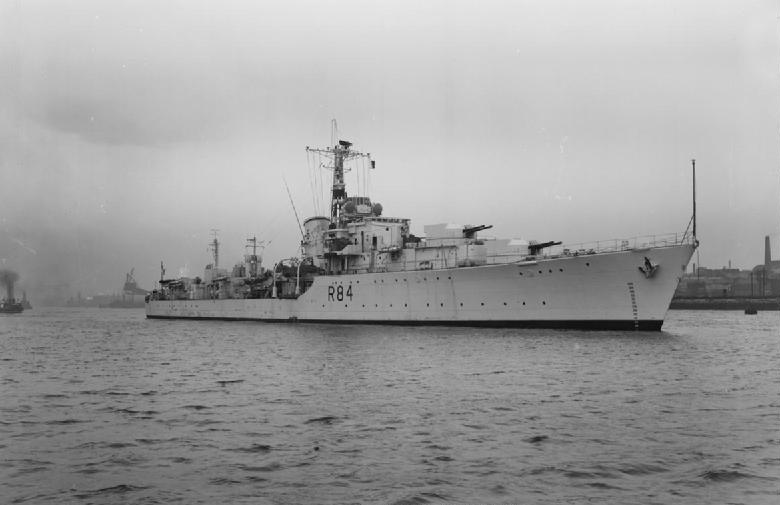
Kapitän zur See Durlacher war bis Juli 1950 Kommandant des zur Battle-Klasse gehörenden Zerstörers HMS Saintes.

Nach Kriegsende wechselte Laurence Durlacher am 10. Dezember 1945 in die Admiralität (Admiralty) und war dort bis März 1948 stellvertretender Leiter der Fernmelde-Abteilung (Deputy Director of Signals). In dieser Verwendung wurde er am 31. Dezember 1945 zum Kapitän zur See (Captain) befördert sowie am 15. Oktober 1946 auch Legionnaire des US-amerikanischen Legion of Merit. Bereits im Januar 1948 wurde er Kommodore des 3. Zerstörergeschwaders (3rd Destroyer Squadron) und verblieb auf diesem Posten bis Juli 1950. Während dieser Zeit war er zunächst auch Kommandant des zur T-Klasse gehörenden Zerstörers Troubridge und daraufhin Kommandant des zur Battle-Klasse gehörenden Zerstörers Saintes. Als Kommodore Zweiter Klasse (Commodore 2nd Class) fungierte er zwischen 1950 und 1952 als Kommandant der Fernmelde- und Radareinrichtungen der Admiralität und war daraufhin als Kommodore Erster Klasse (Commodore 1st Class) zwischen Oktober 1952 und September 1954 Chef des Stabes beim Oberkommandierenden Fernost (Chief of Staff to Commander-in-Chief, Far East Station) auf dem Marinestützpunkt Singapore Naval Base in Sembawang, der sogenannten HMS Terror.

### Aufstieg zum Admiral
Nach seiner Beförderung zum Konteradmiral (Rear-Admiral) am 7. Januar 1955 übernahm Durlacher am 24. Januar 1955 in der Admiralität die Posten als Stellvertretender Chef des Marinepersonals (Deputy Chief of Naval Personnel) sowie zugleich als Leiter der Abteilung Personaldienste (Director of Personal Services) und behielt diese bis April 1957. Für seine Verdienste wurde er am 13. Juni 1957 im Zuge der sogenannten Birthday Honours zum Companion des Order of the Bath (CB) ernannt. Zwei Monate später übernahm er im August 1957 stellvertretender Kommandeur der Fernostflotte (Second-in-Command, Far East Fleet) sowie zugleich Kommodore des Fünften Kreuzergeschwaders (Flag Officer Commanding Fifth Cruiser Squadron) und hatte diese Posten bis Dezember 1958 inne. Während dieser Zeit erfolge am 7. Juli 1958 seine Beförderung zum Vizeadmiral (Vice-Admiral).
Zuletzt wurde Vizeadmiral Laurence Durlacher im Februar 1959 als Lord Commissioner of the Admiralty in den Admiralitätsausschuss (Board of Admiralty) berufen und löste dort Admiral Sir Manley Laurence Power als Fünfter Seelord, Stellvertretender Chef des Marinestabes (Deputy Chief of Naval Staff) und Chef der Marinefliegerdienste (Chief of Naval Air Services) ab. Er übte diese Ämter bis zu seinem Eintritt in den Ruhestand am 26. Januar 1962 aus, woraufhin Vizeadmiral Sir Peter Gretton ablöste. In dieser Zeit wurde er im Rahmen der New Year Honours am 1. Januar 1961 zum Knight Commander des Order of the Bath (KCB) geschlagen, so dass er fortan den Namenszusatz „Sir“ trug. Darüber hinaus erfolgte am 12. April 1961 auch seine Beförderung zum Admiral.
Aus seiner 1934 geschlossenen Ehe mit Rimma Sasstissovsky gingen ein Sohn und eine Tochter hervor.